# Sebastian Theis
Sebastian Theis (* 7. November 1888 in Völklingen; † 4. Mai 1973 ebenda) war ein saarländischer Kinobetreiber und Politiker der SPD und der SPS.

## Leben und Beruf
Theis war der Sohn von Sebastian sen., der als Wirt tätig war, und Katharina, geborene Trabant. Nach Besuch der Volksschule begann er 1903 eine Lehre bei den Röchlingschen Eisen- und Stahlwerken, bei denen er anschließend auch tätig war.
1908 gründete er die „Zentral- und Metropollichtspiele“, zwei Jahre später eröffnete er den ersten stationären Kinosaal in Völklingen. 1912 gab er seine Tätigkeit bei Röchling endgültig auf.
1919 eröffnete er ein neues Lichtspieltheater in Püttlingen, welches 1938 verkauft wurde. 1923 übernahm er das Metropol-Kino in der Völklinger Moltkestraße, außerdem beauftragte er den Architekten Franz Wagner mit dem Bau eines neuen Kinos, dessen Planungen bereits 1916 begannen, zunächst jedoch scheiterten. 1926 übernahm er ein Kino in Dillingen, verkaufte es jedoch drei Jahre später wieder.
1931 erwarb Theis ein Haus in der Völklinger Hohenzollernstraße, welche als Domizil der Familie diente. Im Volksmund wurde das Anwesen auch als „Villa Theis“ bezeichnet. 1961 wurde das Haus verkauft, heute wird es von den Stadtwerken Völklingen genutzt.
1939 musste das Kino zwangsweise vermietet werden, daraufhin nahm Theis als Soldat am Zweiten Weltkrieg teil. Nach Kriegsende durfte er seine Lichtspielhäuser wieder übernehmen. Am 4. Oktober 1957 wurde das Residenz-Kino wiedereröffnet.
Theis war mit Katharina, geborene Zander, verheiratet, welche nur ein Jahr nach ihrem Ehemann verstarb. Aus der Ehe ging Sohn Günther (* 1927) hervor. Dieser führte die Kinos seines Vaters weiter. 1974 verkaufte er das Resident-Kino in der Karl-Jansen-Straße, 2013 wurde es endgültig geschlossen.

## Politik
1918 trat Theis in die SPD ein. Von 1929 bis 1935 gehörte er der „Demokratischen Bürgervereinigung“ an.
Nach dem Krieg trat er in die SPS ein. 1946 wurde er erstmals in den Stadtrat von Völklingen gewählt und dort zum ersten Beigeordneten berufen. 1949 stellte ihn die SPS für das Amt des Bürgermeisters auf, er trat gegen Rudolf Trenz (CVP) an. Nachdem es in drei Wahlgängen zum Patt kam (beide Kandidaten erhielten jeweils 15 Stimmen), wurde Trenz aufgrund seines höheren Alters zum Bürgermeister ernannt. Eine Zeitlang fungierte Theis im Stadtrat als Fraktionsvorsitzender.
1952 wurde Theis in den saarländischen Landtag gewählt und gehörte diesem bis zur vorzeitigen Auflösung im Dezember 1955 an.